# Мінін і Пожарський
«Мінін і Пожарський» (рос. Минин и Пожарский) — радянський історичний художній фільм 1939 року про організацію купцем Кузьмою Мініним і воєводою Д. М. Пожарським Другого народного ополчення під час польської інтервенції в 1611—1612 рр. Екранізація повісті Віктора Борисовича Шкловського «Російські на початку XVII століття».
У 1963 році фільм був «відновлений» — тобто підданий цензурі, після чого його тривалість зі 134 хвилин зменшилася до 109 хвилин.

## Визнання
- Сталінська премія I ступеня (1941).

## Сюжет
Дія фільму починається влітку 1610 в розореній польськими окупантами сільській місцевості. Туди на возі приїжджають купці Кузьма Мінін і Нелюб Овцин. Мінін знаходить на згарище пораненого селянина Романа і відвозить його далі від спаленого села. По дорозі Роман оживає і розмовляє з купцями, причому Мінін висловлює думку про те, що треба рятувати Русь від поляків. Роман прощається з купцями і йде. Взимку дорога приводить його в підмосковний монастир, де він зустрічає князя Пожарського і на час вартує коней на прохання холопа Степана. Але несподівано приїжджає в монастир дворянин Григорій Орлов (колишній господар Романа) на постій, і Роман ховається на стайні. Степан дізнається правду про Романа і, знайшовши його на стайні, вступає в бійку. Але на стайню входить князь Пожарський і зупиняє бійку, а заодно і радить Роману йти в Москву на його двір.
Роман йде, а князь приходить до своїх покоїв і бачить, що Орлов вже напідпитку і впритул зайнятий поїданням монастирських запасів. Князь збирається спочивати, але дворянин намагається зав'язати розмову з ним і навіть умовляє випити разом. Пожарський непохитний, і тоді Орлов в досади сідає за стіл і п'є пиво. Але в цей момент один з його слуг повідомляє про прохача, і дворянин виходить назовні, де стикається з грецьким ченцем. Останній дає Орлову лист, адресований до командира польського гарнізону Кремля і дворянин погоджується доставити його в Москву.
Далі дія відбувається біля Стрітенських воріт Москви, через які нікого не пропускають ляхи та навіть перекидають у річку вози з колодами. Причому Романа нахабним чином обшукують, а Орлов без жодних перешкод проїжджає в місто, що викликає невдоволення народу. Одночасно на стіні Кремля семичисельні бояри обговорюють справи зі старостою Усвятським Яном Сапегой. Але тут з'являється Орлов і подає лист Сапіги, а заодно і залишається в Кремлі разом з інтервентами і боярами-зрадниками. У листі йдеться про підхід Першого ополчення до Москви та підготовку повстання на чолі з князем Пожарським. Сапега віддає наказ про підпалення Москви і поляки приступають до його виконання.
Роман призводить натовп селян на двір князя Пожарського і молодецький воєвода, який знаходився там, наказує їм піднімати повстання проти інтервентів. Самі поляки потрапляють в засідку та їх закидають колодами. У той час, як в деяких місцях намагаються загасити пожежу, а Пожарський веде натовп селян до позицій старого гармаша — повстанця Федора Зотова, з воріт Кремля виходить польська піхота і вступає в бій з повстанцями. Князь отримує вогнепальне поранення, а на допомогу ляхам приходить новий загін піхоти. Незважаючи на застереження Зотова, Пожарський веде своїх людей в атаку, яка закінчується невдачею.
В результаті велика частина повсталих, серед яких знаходиться Роман, відступає з міста і одночасно дружина Пожарського супроводжує свого пораненого чоловіка на санях, везучи його в родовий маєток. Але назустріч їм виступають передові загони Першого земського ополчення, які веде воєвода Прокопій Ляпунов. Останній зустрічає сани Пожарського і, вислуховуючи докори княгині, намагається порозумітися з нею. Потім Степан і княгиня допомагають встати в повний ріст на санях Пожарському і показують йому розорену і спалену Москву і відступ селян з міста. Князь в жалі непритомніє.
Проходить деякий час. Поляки беруть Смоленськ, шведи захоплюють Новгород, а козаки отамана Заруцького вбивають Ляпунова, що викликає розпад Першого ополчення. Настає осінь 1611 року і Мінін у земській хаті збирає нижньогородців. Купець намагається пояснити ідею скликання нового ополчення, але його ідею зустрічають в штики інші купці на чолі з Нелюбовим. Останній на міських зборах біля стін Кремля продовжує виступати проти ідеї Мініна, але той залишається непохитним і пропонує зібрати гроші на ополчення.
Раптом на площі з'являється старий жебрак і віддає Мініну всі свої гроші, що викликає потужний патріотичний порив. В результаті створюється Друге ополчення на чолі з Кузьмою Мініним і Дмитром Пожарським і йде походом на Москву.
Польський король Сигізмунд Ваза дізнається про це і просить поради у єзуїта де Маллен, що, будучи переодягненим ченцем, передав лист Орлову. Єзуїт висловлює думку про вбивство Пожарського, а гетьман Ходкевич викликається в похід на Москву. Тим часом Степан під впливом умовлянь погоджується вбити князя і намагається це зробити під час приходу в табір Другого ополчення шведських найманців. Але Роман, що знаходився серед ополченців, рятує князя, повідомляючи йому про справах в таборі князя Трубецького і отамана Заруцького і поході на Москву гетьмана Ходкевича, і той продовжує похід на Москву.
Тим часом Орлов проникає в табір Першого ополчення і розмовляє з боярином Дмитром Трубецьким і отаманом Іваном Заруцький. Друге ополчення підходить до Першопрестольної та громить передові загони литовського гетьмана. Останній вночі обговорює план завтрашнього бою і впевнений у своїй перемозі. Водночас холоп — зрадник Степан і дворянин Орлов намагаються непомітно проникнути з загоном ляхів в Москву, але потрапляють в засідку, влаштовану князем Пожарським. Роман вбиває Орлова і наказує стратити Степана.
Вранці наступного дня туман на час охоплює Москву, причому кіннота ополченців переходить річку, і одночасно починається вирішальна битва. Князь Пожарський спочатку встановлює гармати на укріплених позиціях у старого гармаша Зотова і виголошує промову перед військом. Одночасно гетьман, на сторону якого перейшли вже на той час шведські найманці, віддає наказ про наступ. Пушкарі та стрілки ополчення починають обстрілювати ляхів, а потім починається рукопашний бій між озброєними сокирами ополченцями і найманцями. Гетьман намагається допомогти їм за допомогою шляхетського підкріплення, але все безуспішно.
Тоді Ходкевич намагається прорватися до переправи, а крилаті гусари завдають удару по позиціях ополченців, вельми вдалий. Незадоволені очікуванням Трубецького і Заруцького козаки переходять на сторону ополченців, а в той же час польські гарнізонні солдати Кремля стріляють з гармат і виходять з прапорами і радісними співами з воріт. Але Пожарський і Мінін придумують план, як розгромити ворога. Вони здійснюють контрнаступ, де основну роль відіграла кіннота ополчення, і ламають бойові порядки ляхів. Гетьман ховається з поля битви, а його розгромлений загін з ганьбою біжить. Польський гарнізон Кремля здається, а ополчення з перемогою вступає в Москву.
Фільм завершується промовою Мініна і Пожарського привселюдно на Лобному місці.

## У ролях
- Олександр Ханов — Кузьма Мінін
- Борис Ліванов — князь Пожарський
- Борис Чирков — селянин, ополченець Роман
- Іван Чувелев — Васька
- Анатолій Горюнов — литовський гетьман Ян Ходкевич
- Лев Свердлін — дворянин, зрадник Григорій Орлов
- Ніна Нікітіна — Палажка
- Михайло Астангов — король Польщі Сигізмунд III Ваза
- Єлизавета Кузюріна — дружина Пожарського
- Володимир Москвін — Степан Хорошев, придворної холоп
- Микола Гладков — Ігалютов
- Микола Микитович — Федір Зотов
- Галина Фролова — селянка
- Євген Гуров — єзуїт де Маллен
- Михайло Глузський — дворовий Пожарського
- Володимир Дорофєєв — Нелюб Овцин
- Сергій Комаров — князь Трубецькой
- Петро Соболевський — Анохов
- Володимир Уральський — дяк
- Лев Фенін — лейтенант Сміт, шведський найманець
- Євген Калузький — отаман Іван Заруцький
- Микола Кутузов — писар
- Олександра Данилова — епізод
- Андрій Файт — епізод

## Знімальна група
- Режисери: Всеволод Пудовкін, Михайло Доллер
- Автор сценарію: Віктор Шкловський
- Головний оператор: Анатолій Головня
- Другий оператор: Тамара Лобова
- Головний художник: Олексій Уткін
- Композитор: Юрій Шапорін

## Технічні дані
Виробництво: Мосфільм, зйомки почалися 2 лютого 1939 року метраж — 3647 м, метраж версії 1963 року — 2998 м.
Художній фільм, чорно-білий.